# Gary Lineker
Gary Winston Lineker, né le 30 novembre 1960 à Leicester (Angleterre), est un footballeur international et journaliste sportif anglais.
Il fut l'un des meilleurs avant-centres européens au cours des années 1980. Il était notamment réputé pour son élégance et son fair-play, c'est l'un des rares joueurs à n'avoir jamais reçu ni carton jaune, ni carton rouge au cours de toute sa carrière. 
Il a marqué quarante-huit buts lors de ses quatre-vingts sélections avec l'équipe d'Angleterre entre 1984 et 1992, ce qui fait de lui le troisième meilleur buteur de l'histoire de la sélection anglaise. Il fut notamment meilleur buteur de la Coupe du monde 1986.  
Après la fin de sa carrière de joueur, Lineker devient journaliste sportif. Il est notamment présentateur de l'émission Match of the Day sur la BBC depuis 1999.

## Biographie
Gary Lineker est né le 30 novembre 1960 à Leicester, en Angleterre, de Barry Lineker et de sa femme Margaret Abbs. Il est né deux ans avant son frère cadet Wayne.
Il a reçu son deuxième prénom en l'honneur de Winston Churchill, avec qui il partage son anniversaire. Gary a grandi en famille à Leicester, jouant au football avec Wayne. Leur père était marchand de légumes, tout comme leur grand-père William et leur arrière-grand-père George, toujours à Leicester. Barry Lineker dirigeait le stand de fruits et légumes familial au marché de Leicester et, quand il était enfant, Gary aidait régulièrement sur le stand. Gary, qui est blanc de peau, a été victime d'abus raciaux dans son enfance en raison de ses traits et ses yeux sombres.
Il a étudié à la Caldecote Road School, puis à la City of Leicester Boys ’Grammar School, car l’école était une meilleure perspective pour les étudiants passionnés de football. Il était un sportif polyvalent à l'école et brillait à la fois dans le football et le cricket. Il a dirigé l'équipe de cricket des écoles du Leicestershire pendant cinq ans et a même envisagé de devenir un joueur de cricket professionnel plutôt qu'un footballeur.
Après avoir obtenu son diplôme d'études secondaires, il a décidé de ne pas aller à l'université et a commencé à se concentrer davantage sur une carrière potentielle dans le football. En 1976, il rejoint les rangs des jeunes de son club local de Leicester City.

### Leicester City (1978-1985)
Gary Lineker devient titulaire en équipe première dès la fin des années 1970. Au cours de la saison 1979-1980, le club est champion de Division 2 (League 2) et accède donc à la Première division. Toutefois, le club est relégué dès la saison suivante. Au cours de la saison 1981-1982, Gary Lineker marque 19 buts toutes compétitions confondues. La saison suivante, il devient meilleur buteur du championnat de Division 2 et permet à son club de retrouver l'élite.
Au cours de la 1983-1984, il s'affirme comme l'un des meilleurs attaquants anglais. Il est sélectionné pour la première fois en équipe d'Angleterre le 26 mai 1984. Il termine meilleur buteur du championnat en 1984-1985, conjointement avec Kerry Dixon, avec 24 buts marqués. À l'issue de cette saison, il est transféré à Everton, champion d'Angleterre en titre, pour 800 000 £.

### Everton (1985-1986)
Au cours de la saison 1985-1986, Gary Lineker marque 40 buts en 57 matches toutes compétitions confondues avec sa nouvelle équipe. Il termine meilleur buteur du championnat pour la deuxième année consécutive. Cependant, le club ne termine que deuxième du championnat, derrière son voisin et rival Liverpool FC, contre qui il perd aussi en finale de la Coupe d'Angleterre sur le score de 3-1, malgré l'ouverture du score par Gary Lineker. 
Notons que, malgré le titre de champion acquis la saison précédente, le club ne dispute aucun match de coupe d'Europe, car les clubs anglais sont suspendus de toute compétition européenne à la suite du drame du Heysel, survenu le 29 mai 1985.
Gary Lineker ne reste qu'une saison à Everton. Après la Coupe du monde 1986 au Mexique, dont il termine meilleur buteur, il est en effet transféré au FC Barcelone pour la somme de 2 800 000 £.

### FC Barcelone (1986-1989)
Au cours de sa première saison en Espagne, Gary Lineker répond aux attentes et marque 21 buts en 41 matches. Il inscrit notamment un hat-trick en cours de match gagné 3-2 contre les rivaux du Real Madrid. Cependant, le FC Barcelone ne termine que deuxième du championnat, à trois points derrière le rival madrilène. Les deux suivantes sont plus mitigées. 
En 1987, Terry Venables, qui avait fait venir Gary Lineker, cède sa place d'entraîneur à Luis Aragonés. Au cours de la saison 1987-1988, le club remporte la Coupe d'Espagne, mais ne termine que sixième du championnat.
En 1988, Johan Cruijff succède à Luis Aragonés au poste d'entraîneur. Le technicien néerlandais décide de faire jouer Gary Lineker au poste d'ailier, quand il ne le laisse pas sur le banc de touche. Les relations entre les deux hommes vont se rafraîchir. Au cours de la saison saison 1988-1989, le club termine deuxième du championnat, à nouveau dominé par le Real Madrid, mais remporte la Coupe d'Europe des vainqueurs de Coupe en dominant en finale la Sampdoria Gênes 1-0. Au cours de cette finale, Gary Lineker est titulaire mais ne marque aucun but. 
En juillet 1989, après ces trois saisons en dents de scie à Barcelone, Gary Lineker rejoint le club de Tottenham, malgré les tentatives d'Alex Ferguson de le faire venir à Manchester United.

### Tottenham (1989-1992)
Au cours de la saison 1989-1990, le club termine troisième du championnat, grâce notamment aux performances de Gary Lineker qui, avec 24 buts marqués, termine meilleur buteur du championnat pour la troisième fois de sa carrière.
La saison suivante, Tottenham ne termine que dixième du championnat, mais remporte la Coupe d'Angleterre en battant en finale Nottingham Forest 2-1. Au cours de cette finale, Gary Lineker rate un penalty et se voit refuser un but de façon très controversée pour hors-jeu. Avant cette finale, Gary Lineker avait cependant grandement contribué à la qualification de son club pour la finale. Ainsi, en demi-finale, il marque deux buts pour une victoire 3-1 contre le voisin et rival Arsenal.
Au cours de la saison 1991-1992, Gary Lineker termine deuxième meilleur buteur du championnat avec 28 buts (derrière Ian Wright et ses 29 buts). Malgré la performance personnelle de Gary Lineker, Tottenham termine le championnat à une décevante 15e place.
Après trois saisons passées à Tottenham, au cours desquelles il a marqué 67 buts en 105 matches, Gary Lineker rejoint le club japonais de Nagoya Grampus.

### Nagoya Grampus (1992-1994)
Perturbé par de nombreuses blessures, Gary Lineker ne joue que 23 matches en deux saisons, marquant neuf fois, avant d'annoncer sa retraite à l'automne de 1994.

### Avec l'équipe d'Angleterre (1984-1992)

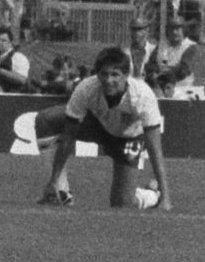
Lineker avec les Three Lions lors de l'Euro 88 face aux Pays-Bas.

Gary Lineker débute en équipe d'Angleterre le 26 mai 1984 contre l'équipe d'Écosse. Il marque son premier but le 26 mars 1985 contre l'Irlande. 
Au cours de la Coupe du monde 1986, Gary Lineker dispute la plupart des matches avec un plâtre léger à l'avant-bras. Néanmoins, il signe un triplé face à la Pologne (3-0) au premier tour suivi d'un doublé en huitième de finale contre le Paraguay (3-0). L'équipe d'Angleterre est éliminée en quarts-de-finale par Argentine sur le score de 2-1, lors d'un match rendu célèbre par le but que Diego Maradona a inscrit de la main, et qu'il a qualifié plus tard de « main de Dieu ». Gary Lineker compensera cette déception grâce à un titre de meilleur buteur du tournoi avec six buts en cinq matches.
Gary Lineker dispute également l'Euro 1988. L'équipe d'Angleterre perd ses trois matches, et Gary Lineker ne marque aucun but. On apprendra plus tard qu'il souffrait d'une hépatite à ce moment-là.
Lors de la Coupe du monde 1990, Gary Lineker marque quatre buts, et l'équipe d'Angleterre se hisse en demi-finale. Au cours de cette demi-finale, face à l'Allemagne de l'Ouest, Gary Lineker marque à la 80e minute un but qui permet aux Anglais d'égaliser à 1-1 après l'ouverture du score allemande par Andreas Brehme à la 60e minute. Les Allemands se qualifient finalement aux tirs au but (4 tirs au but à 3), et remportent ensuite le trophée.
- Après ce match, Gary Lineker prononce cette phrase restée fameuse : « Football is a simple game: 22 men chase a ball for 90 minutes and at the end, the Germans win » (« Le football est un sport simple : 22 hommes courent après un ballon pendant 90 minutes et à la fin, les Allemands gagnent »).

Gary Lineker dispute son dernier match en équipe d'Angleterre contre l'équipe de Suède à l'Euro 1992. Au total, il aura marqué 48 buts en 80 sélections, ce qui fait de lui le deuxième meilleur buteur de l'histoire de l'équipe d'Angleterre, à une unité seulement du record de Bobby Charlton. Au cours de ce match contre l'équipe de Suède à l'Euro 1992, le sélectionneur Graham Taylor décide de le sortir, le privant ainsi d'un temps de jeu supplémentaire qui aurait pu lui permettre de marquer un 49e but en équipe d'Angleterre et d'égaler ainsi le record de Bobby Charlton. Quelques semaines plus tôt, lors d'un match amical contre l'équipe du Brésil, Gary Lineker avait manqué un penalty qui lui aurait également permis d'égaler les 49 buts de Bobby Charlton.

### Style de jeu
Gary Lineker était considéré comme un joueur élégant sur le terrain. Il était également réputé pour son fair-play, puisqu'en 16 ans de carrière il est resté l'un des rares joueurs à n'avoir jamais reçu ni carton jaune, ni carton rouge.

### Citations
Il est l'auteur d'un célèbre aphorisme prononcé après une énième défaite anglaise face à la Mannschaft, en demi-finale de la Coupe du monde 1990 : « le football est un jeu simple : 22 hommes courent après un ballon durant 90 minutes, et à la fin, les Allemands gagnent ».

### Carrière à la télévision
À l'issue de sa carrière, Gary Lineker s'est reconverti comme consultant sur BBC Radio 5 Live. Il a ensuite été le présentateur de plusieurs émissions sur la BBC, dont notamment l'émission de football Match of the Day. Il publie également des chroniques dans des journaux. Il a également tourné dans plusieurs films et spots publicitaires.

### Propos controversés
En mars 2023, alors qu’il est présentateur star dans l’émission Match of the Day qui résume les journées du championnat anglais, Gary Lineker dénonce sur Twitter (où il a 8,7 millions d’abonnés) la politique anti-migrants du gouvernement britannique à travers son  projet de loi « illégal » sur l’immigration. Celui-ci prévoit que tous les migrants entrant illégalement au Royaume-Uni soient expulsés automatiquement dans le mois suivant leur arrivée, sans exception. Selon le Haut Commissariat aux réfugiés des Nations unies, cette mesure, si elle entre en vigueur, serait « une claire violation de la convention sur les réfugiés » de 1951. Sur Twitter, G. Lineker parle « d’une politique immensément cruelle contre les plus vulnérables, dans un langage qui n’est pas si différent de celui utilisé en Allemagne dans les années 1930 ». Il est suspendu de ses fonctions à la BBC le 10 mars. À la suite d'une vive polémique, il est réintégré trois jours plus tard.

### Vie privée
Gary Lineker a épousé Michelle Cockayne en 1986 ; ils ont divorcé en août 2006. De leur union sont nés quatre fils : George, Harry, Tobias, et Angus. Leur fils aîné George a survécu bébé à une forme rare de leucémie. Depuis, Gary Lineker s'est engagé dans diverses œuvres de charité destinées à améliorer la prise à charge des enfants atteints de cancer et à promouvoir le don du sang.
En 1995, Gary Lineker a été fait citoyen d'honneur de la ville de Leicester.
En octobre 2002, Gary Lineker a entrepris de sauver son ancien club Leicester City de la faillite. Pour ce faire, il a pris la tête d'un consortium ayant réuni la somme de 5 000 000 £, parmi lesquels le footballeur Emile Heskey, également originaire de la ville de Leicester et qui a joué plusieurs années dans ce club. Gary Lineker est maintenant vice-président honoraire du club de Leicester City, en compagnie notamment de l'ancien joueur Peter Shilton.
Le 2 septembre 2009, Gary Lineker épouse Danielle Bux en secondes noces, en Italie ; ils divorcent en 2016.
Son nom est cité en novembre 2017, lors des révélations des Paradise Papers.

## Palmarès

### En club
FC Barcelone
- Vainqueur de la Coupe des coupes en 1989 avec le FC Barcelone
- Vainqueur de la Coupe du Roi en 1988 avec le FC Barcelone
- Vice-champion d'Espagne en 1987 et en 1989 avec le FC Barcelone

 Tottenham Hotspur
- Vainqueur de la FA Cup en 1991 avec Tottenham Hotspur

 Everton FC
- Vainqueur du Community Shield en 1985 avec Everton
- Vice-champion d'Angleterre en 1986 avec Everton
- Finaliste de la FA Cup en 1986 avec Everton

 Leicester City
- Champion d'Angleterre de Division 2 en 1980 avec Leicester City

### En équipe d'Angleterre
- 80 sélections et 48 buts entre 1984 et 1992
- Vainqueur de la Rous Cup en 1988
- Participation à la Coupe du Monde en 1986 (1/4 de finaliste) et en 1990 (4e)
- Participation au Championnat d'Europe des Nations en 1988 (Premier Tour) et en 1992 (Premier Tour)

### Distinctions individuelles
- Meilleur buteur du Championnat d'Angleterre en 1985 (24 buts), en 1986 (30 buts) et en 1990 (24 buts)
- Meilleur buteur de la Coupe du Monde en 1986 (6 buts)
- Meilleur buteur du Championnat d'Angleterre de Division 2 en 1983 (26 buts)
- Élu joueur de l'année PFA en 1986
- Élu joueur de l'année FWA en 1986 et en 1992
- Élu 2e au Ballon d'Or par France Football en 1986
- Élu 3e meilleur footballeur de l'année par la FIFA en 1991
- Élu Onze de Bronze par Onze en 1986

## Liste des buts en équipe d'Angleterre
| #              | Date              | Stade                                    | Opposant             | Résultat | Compétition                          | But(s) marqué(s) |
| -------------- | ----------------- | ---------------------------------------- | -------------------- | -------- | ------------------------------------ | ---------------- |
| 1              | 26 mars 1985      | Wembley Stadium                          | République d'Irlande | 2–1      | match amical                         | 1                |
| 2, 3           | 16 juin 1985      | Los Angeles Memorial Coliseum            | États-Unis           | 5–0      | match amical                         | 2                |
| 4, 5, 6        | 16 octobre 1985   | Wembley Stadium                          | Turquie              | 5–0      | éliminatoires Coupe du monde 1986    | 3                |
| 7, 8, 9        | 11 juin 1986      | Estadio Tecnológico, Monterrey           | Pologne              | 3–0      | Coupe du monde 1986                  | 3                |
| 10, 11         | 18 juin 1986      | Stade Azteca, Mexico                     | Paraguay             | 3–0      | Coupe du monde 1986                  | 2                |
| 12             | 22 juin 1986      | Stade Azteca, Mexico                     | Argentine            | 1–2      | Coupe du monde 1986                  | 1                |
| 13, 14         | 15 octobre 1986   | Wembley Stadium                          | Irlande du Nord      | 3–0      | éliminatoires Euro 1988              | 2                |
| 15, 16, 17, 18 | 18 février 1987   | Santiago Bernabéu, Madrid                | Espagne              | 4–2      | match amical                         | 4                |
| 19             | 19 mai 1987       | Wembley Stadium                          | Brésil               | 1–1      | match amical (Rous Cup)              | 1                |
| 20             | 9 septembre 1987  | Rheinstadion, Düsseldorf                 | Allemagne de l'Ouest | 1–3      | match amical                         | 1                |
| 21, 23         | 14 octobre 1987   | Wembley Stadium                          | Turquie              | 8–0      | éliminatoires Euro 1988              | 3                |
| 24             | 23 mars 1988      | Wembley Stadium                          | Pays-Bas             | 2–2      | match amical                         | 1                |
| 25             | 24 mai 1988       | Wembley Stadium                          | Colombie             | 1–1      | match amical (Rous Cup)              | 1                |
| 26             | 28 mai 1988       | Stade Olympique de la Pontaise, Lausanne | Suisse               | 1–0      | match amical                         | 1                |
| 27             | 26 avril 1989     | Wembley Stadium                          | Albanie              | 5–0      | éliminatoires Coupe du monde 1990    | 1                |
| 28             | 3 juin 1989       | Wembley Stadium                          | Pologne              | 3–0      | éliminatoires Coupe du monde 1990    | 1                |
| 29             | 7 juin 1989       | Parken Stadium, Copenhague               | Danemark             | 1–1      | match amical                         | 1                |
| 30             | 28 mars 1990      | Wembley Stadium                          | Brésil               | 1–0      | match amical                         | 1                |
| 31             | 15 mai 1990       | Wembley Stadium                          | Danemark             | 1–0      | match amical                         | 1                |
| 32             | 11 juin 1990      | Stadio Sant'Elia, Cagliari               | République d'Irlande | 1–1      | Coupe du monde 1990                  | 1                |
| 33, 34         | 1er juillet 1990  | Stadio San Paolo, Naples                 | Cameroun             | 3–2      | Coupe du monde 1990                  | 2                |
| 35             | 4 juillet 1990    | Stadio delle Alpi, Turin                 | Allemagne de l'Ouest | 1 – 1p   | Coupe du monde 1990                  | 1                |
| 36             | 12 septembre 1990 | Wembley Stadium                          | Hongrie              | 1–0      | match amical                         | 1                |
| 37             | 17 octobre 1990   | Wembley Stadium                          | Pologne              | 2–0      | éliminatoires Euro 1992              | 1                |
| 38, 39         | 6 février 1991    | Wembley Stadium                          | Cameroun             | 2–0      | match amical                         | 2                |
| 40             | 25 mai 1991       | Wembley Stadium                          | Argentine            | 2–2      | match amical (England Challenge Cup) |                  |
| 41             | 3 juin 1991       | Mount Smart Stadium, Auckland            | Nouvelle-Zélande     | 1–0      | match amical                         | 1                |
| 42, 43, 44, 45 | 12 juin 1991      | Stadium Merdeka, Kuala Lumpur            | Malaisie             | 4–2      | match amical                         | 4                |
| 46             | 13 novembre 1991  | Stade municipal de Wrocław, Poznań       | Pologne              | 1–1      | éliminatoires Euro 1992              | 1                |
| 47             | 19 février 1992   | Wembley Stadium                          | France               | 2–0      | match amical                         | 1                |
| 48             | 29 avril 1992     | Stade Loujniki, Moscou                   | CEI                  | 2–2      | match amical                         | 1                |

## Citation intégrale
- « Soccer is a game for 22 people that run around, play the ball, and one referee who makes a slew of mistakes, and in the end Germany always wins. ». (après la Coupe du monde de 1990).

« Le football est un jeu où 22 personnes courent, jouent avec un ballon et où un arbitre fait une quantité d'erreurs, et à la fin l'Allemagne gagne toujours.»